# Осипьян, Сергей Юрьевич
Сергей Юрьевич Осипьян  (род. 15 сентября 1966, Москва) — российский режиссёр театра и кино, сценарист и продюсер.

## Биография
В 1989 году окончил физический факультет МГУ им. М.В. Ломоносова. В 1993 году окончил Высшие курсы сценаристов и режиссёров (мастерская Александра Кайдановского). В 1994 поставил спектакль «Белые ночи» по одноимённой повести Ф. М. Достоевского в театре «New End» в Лондоне. В 1996 в качестве режиссёра киноверсии участвовал в проекте Лионской оперы «В круге первом» по роману А. Солженицына. С 1997 года работал в Дирекции кинопрограмм первого канала. Один из самых востребованных режиссёров рекламы.

## Семья
- Отец— Юрий Андреевич Осипьян, советский и российский физик, академик АН СССР, доктор физико-математических наук (1931-2008).
- Жена — Ксения Павловна Кутепова, российская актриса театра и кино (род. 1971).
  - Сын — Василий Сергеевич Осипьян (род. 9 мая 2002).
  - Дочь — Лидия Сергеевна Кутепова (род. 15 июня 2005).

## Театральные работы
- «Белые ночи» театр «New End» в Лондоне.
- «В круге первом» Лионская опера.

## Рекламные ролики
- Coca Cola
- IKEA (более 70 роликов)
- Mars
- Samsung
- Procter & Gamble
- Сбербанк
- Банк «Уралсиб»

## Фильмография

### Режиссёр
1. 2003 — Таксист
2. 2010 — Явление природы (с Александром Лунгиным)
3. 2010 — Парень с Mapca
4. 2011 — Откровения
5. 2012 — Некуда спешить (новелла «Конец дежурства»)
6. 2016 — Лунатики (короткометражный)
7. 2019 — Портрет незнакомца

### Сценарист
1. 2007 — Одна любовь на миллион
2. 2010 — Явление природы (с Александром Лунгиным)
3. 2010 — Парень с Mapca
4. 2012 — Некуда спешить (новелла «Конец дежурства»)
5. 2017 — Чёрная вода
6. 2019 — Большая поэзия (с Александром Лунгиным)

### Продюсер
1. 2010 — Явление природы (с Александром Лунгиным)
2. 2019 — Большая поэзия
3. 2019 — Портрет незнакомца